# Time Capsule

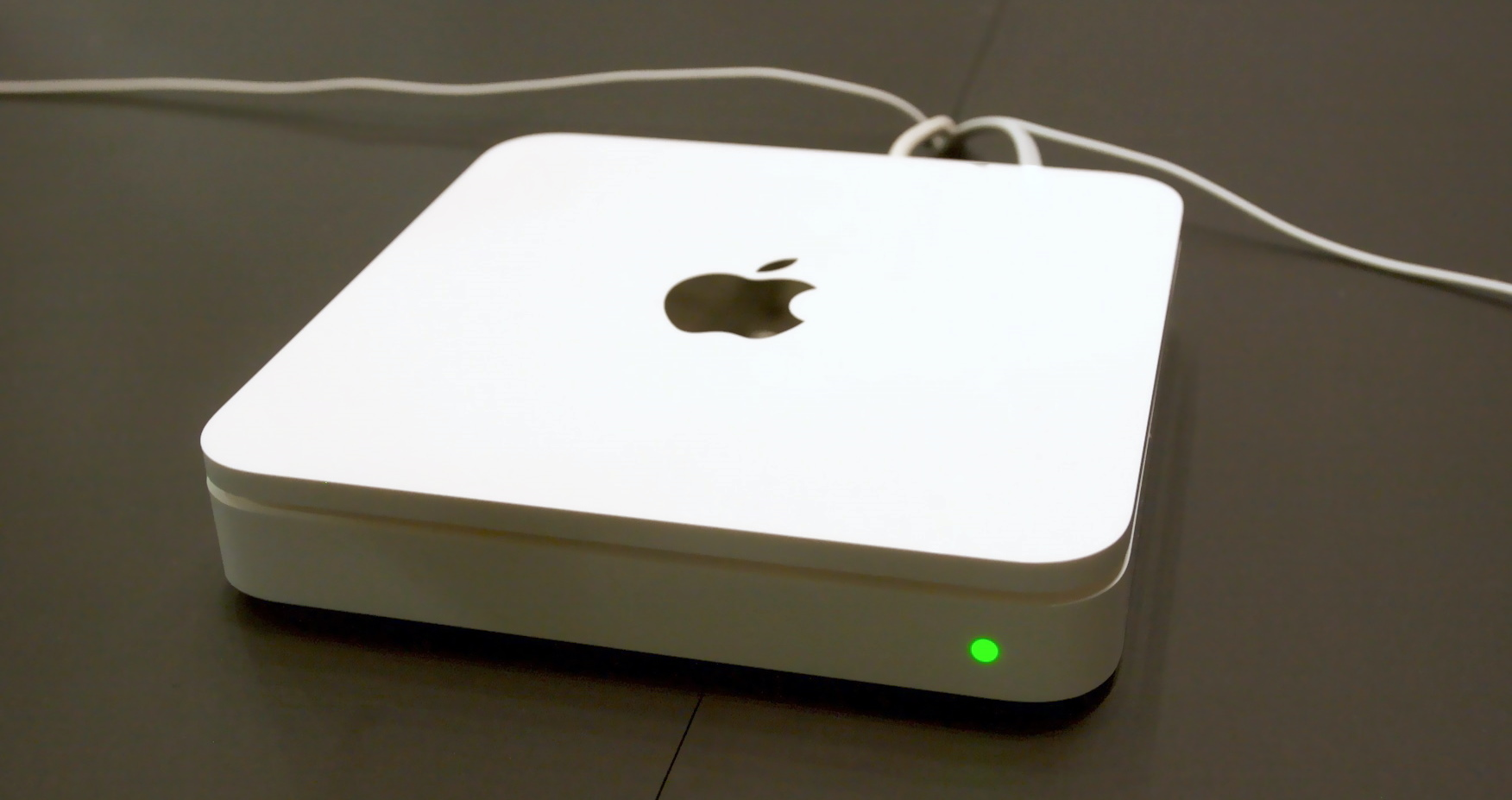
Time Capsule（Macworld Conference & Expo 2008にて）

Time Capsule（タイム・カプセル）とは、Appleが開発・販売していた、バックアップ用ハードディスクを搭載する無線LANルーターである。2008年1月15日にサンフランシスコで開催されたMacworld Conference & Expo 2008で発表された。
Mac OS X v10.5以降に搭載されているバックアップソフトウェアのTime Machineを使用して、簡単な初期設定のみで全てのデータを自動でバックアップすることが可能。

## 概要
2007年1月9日に発売されたAirMac Extreme ベースステーションを一回り大きくした筐体デザイン（高さ以外は初代Apple TVと同サイズである）の、IEEE 802.11a/b/g、IEEE 802.11n、およびIEEE 802.11acに準拠した無線LANステーションである。LAN向けに3つのギガビット・イーサネットポートも備える。AirMac Extremeベーステーションと違ってACアダプタではなく、電源は内蔵されている。
USB接続又はWi-Fi接続機能のあるプリンターをTime Capsuleに接続して無線で印字することができ、さらにはBonjour機能を使いプリンターを共有するプリントサーバ機能も有する。その他の機能として、USB経由で外部ストレージを接続することにより、公にはされていないが有線・無線 (Wi-Fi) 両方に対応したネットワークアタッチトストレージ (NAS) としての機能も利用できる。
コントローラ・ハードディスク・電源が1つの筐体に内蔵されているため発熱は比較的大きい方で、夏場など気温が高い時にアクセスが重なると冷却ファンが稼働する。初期モデル（第1世代）では熱暴走などの影響により性能が低下したり、壊れたりする問題があった。中古品の購入は注意が必要。第2世代では改善している。
Time Machine専用とされるハードディスクが内蔵されており、500GB、1TB、2TB、3TBと時代に合わせて容量がアップしている。

## 歴史
- 2008年1月15日 - Macworld Conference & Expo 2008で製品 (MB276J/A, MB277J/A) 発表。
- 2008年3月2日 - モデルチェンジ (MB764J/A, MB765J/A) でデュアルバンド対応で高速化。
- 2009年7月31日 - 500GBモデル (MB764J/A) 販売終了、1TBモデル (MB765J/A) 値下げ、2TBモデル (MB996J/A) 追加。
- 年月不明 - 製品番号変更、1TBモデル (MC343J/A)、2TBモデル (MC344J/A)。
- 2011年6月21日 - 1TBモデル販売終了、2TBモデル (MD032J/A) 製品番号変更、値下げ。3TBモデル (MD033J/A) 追加。
- 2013年6月11日 - AirMac Time Capsule（日本以外では AirPort Time Capsule）に正式名称を変更。IEEE 802.11ac（ドラフト）に対応、3TBモデルを値下げ。
- 2018年4月26日 - 全モデル販売終了と発表された[2]。
  - AirMac Time Capsuleは、2023年10月現在、Firmware 7.9.1（2019年5月30日リリース）が最終ファームウェアとなっている[3]。

## 仕様
- 対応する無線LAN規格：
  - IEEE 802.11ac
  - IEEE 802.11n
  - IEEE 802.11a
  - IEEE 802.11b
  - IEEE 802.11g
- ハードディスク容量:500GB,1TB,2TB,3TB
- ポート類（基）:
  - ギガビット・イーサネット WANポート x 1
  - ギガビット・イーサネット LANポート x 3
  - USB 2.0 x 1
- サイズ (mm) :197 x 197 x 36.3
- 重量 (g) : 1587